# Hemerobius bistrigatus
Hemerobius bistrigatus là một loài côn trùng trong họ Hemerobiidae thuộc bộ Neuroptera. Loài này được Currie miêu tả năm 1904.